# Simen Rafn
Simen Rafn (ur. 16 lutego 1992 w Fredrikstad) – norweski piłkarz grający na pozycji lewego obrońcy w klubie Aalesunds FK.

## Kariera juniorska
Rafn jako junior grał w Skogstrand IL (do 2007) oraz we Fredrikstad FK (2007–2009).

## Kariera seniorska

### Fredrikstad FK
Rafn zadebiutował dla Fredrikstad FK 5 kwietnia 2010 w meczu z Alta IF (wyg. 3:0). Pierwszą bramkę piłkarz ten zdobył 31 października 2010 w wygranym 2:1 spotkaniu przeciwko Tromsdalen UIL. Łącznie dla Fredrikstad FK Norweg rozegrał 143 mecze, strzelając 5 goli.

### Gefle IF
Rafn przeniósł się do Gefle IF 1 stycznia 2016. Niedługo potem zawodnik ten doznał kontuzji (zerwania więzadeł krzyżowych w kolanie), która wykluczyła go z gry na dłuższą część sezonu. Zadebiutował dla tego zespołu 24 sierpnia 2016 w wygranym 0:1 spotkaniu Pucharu Szwecji przeciwko Söderhamns FF. Był to jedyny występ Norwega w barwach Gefle IF. 

### Lillestrøm SK
Rafn przeszedł do Lillestrøm SK 8 stycznia 2017. Zadebiutował on dla tego klubu 2 kwietnia 2017 w meczu z Sandefjord Fotball (wyg. 2:1). Pierwszą bramkę zawodnik ten zdobył 13 maja 2017 w zremisowanym 1:1 spotkaniu przeciwko Kristiansund BK. Łącznie dla Lillestrøm SK Norweg rozegrał 132 mecze, strzelając 6 goli.

### Aalesunds FK
Rafn trafił do Aalesunds FK 17 marca 2021. Debiut dla tego zespołu zaliczył on 15 maja 2021 w meczu z Bryne FK (wyg. 2:1).

## Kariera reprezentacyjna
| Mecze i gole w reprezentacji | Mecze i gole w reprezentacji | Mecze i gole w reprezentacji | Mecze i gole w reprezentacji | Mecze i gole w reprezentacji | Mecze i gole w reprezentacji | Mecze i gole w reprezentacji | Mecze i gole w reprezentacji |
| Norwegia U-17                | Norwegia U-17                | Norwegia U-17                | Norwegia U-17                | Norwegia U-17                | Norwegia U-17                | Norwegia U-17                | Norwegia U-17                |
| Lp.                          | Data                         | Miejsce                      | Gospodarz                    | Gość                         | Wynik                        | Gol                          | Rozgrywki                    |
| ---------------------------- | ---------------------------- | ---------------------------- | ---------------------------- | ---------------------------- | ---------------------------- | ---------------------------- | ---------------------------- |
| 1.                           | 10.01.2009                   | La Manga                     | Niemcy U-17                  | Norwegia U-17                | 1:0                          |                              | Turniej                      |
| Norwegia U-18                |                              |                              |                              |                              |                              |                              |                              |
| Lp.                          | Data                         | Miejsce                      | Gospodarz                    | Gość                         | Wynik                        | Gol                          | Rozgrywki                    |
| 1.                           | 10.08.2010                   | Horne                        | Dania U-18                   | Norwegia U-18                | 0:1                          |                              | Turniej                      |
| 2.                           | 12.08.2010                   | Slagelse                     | Dania U-18                   | Norwegia U-18                | 2:0                          |                              | Turniej                      |

## Sukcesy
Sukcesy w karierze klubowej:
- Puchar Norwegii – 1×, z Lillestrøm SK (2017)
- Superpuchar Norwegii – 1×, z Lillestrøm SK (2018)
- 1. divisjon – 2×, z Lillestrøm SK (2020) i Aalesunds FK (2021)